# Jules Soufflot de Magny et de Palotte
Pour les articles homonymes, voir Soufflot.
Pierre Jules Soufflot de Magny et de Palotte, né le 13 décembre 1793 à Auxerre et mort le 2 juin 1893 à Paris, est un officier et homme d'affaires français, l'un des derniers survivants des guerres napoléoniennes

## Biographie
Né du député Germain-André Soufflot de Palotte et de Jeanne Marie Julie Boyard de Forterre d'Egriselle, sous-gouvernante du «roi de Rome», Pierre Jules Soufflot s'engage dans la carrière des armes à l'âge de seize ans, en 1809, et entre au Commissariat des guerres, dans les hôpitaux militaires à Vienne, sous la protection de son parent le commissaire-ordonnateur en chef de Boigue.

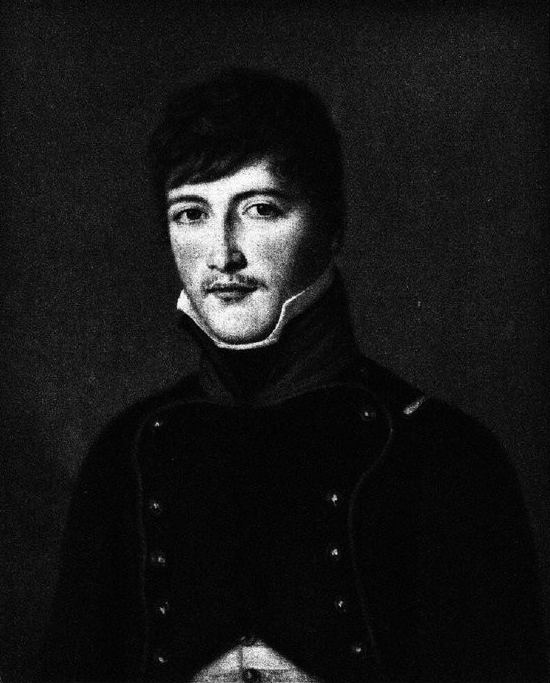
Portrait de Pierre Jules Soufflot, engagé au 20e régiment de Chasseurs, peint par Marie-Guillemine Benoist (1810)

Dès l'année suivante, il choisit de rejoindre l'armée active, et devient fourrier au 20e régiment de chasseurs à cheval. 
Après un bref passage au 13e chasseurs à cheval, il retourne au 20e chasseurs, avec lequel il prend part à la campagne d'Espagne et Portugal, où il gagne l'épaulette de sous-lieutenant à la bataille de Fuentes de Oñoro.
En garnison à Valladolid, il manque d'être assassiné par un gendarme français ivre. 
Envoyé au Portugal, commandant le peloton d'escorte du maréchal Marmont et l'avant-garde des troupes françaises, il ramène en ses lignes un drapeau ennemi pris à Guarda, drapeau qui est appendu à la voûte des Invalides. Il s'emparera de quatre autres avec Denys de Damrémont. Cet exploit lui vaudra d'être cité à l'ordre de l'armée et de recevoir la croix de la Légion d'honneur.
Il participe ensuite à la campagne de Russie, puis à celle de Saxe. Il se distingue par son courage notamment à la bataille de Lützen et à la bataille de Bautzen.

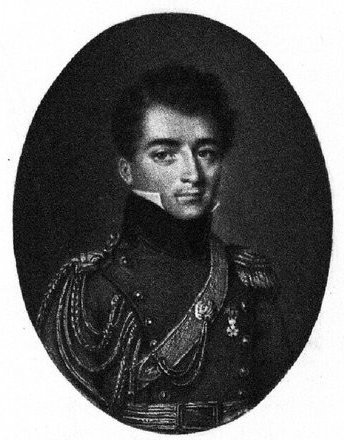
Portrait de Pierre Jules Soufflot, capitaine lieutenant en 1er au Lanciers de la Garde, peint par Charles Berny d'Ouvillé (1815).

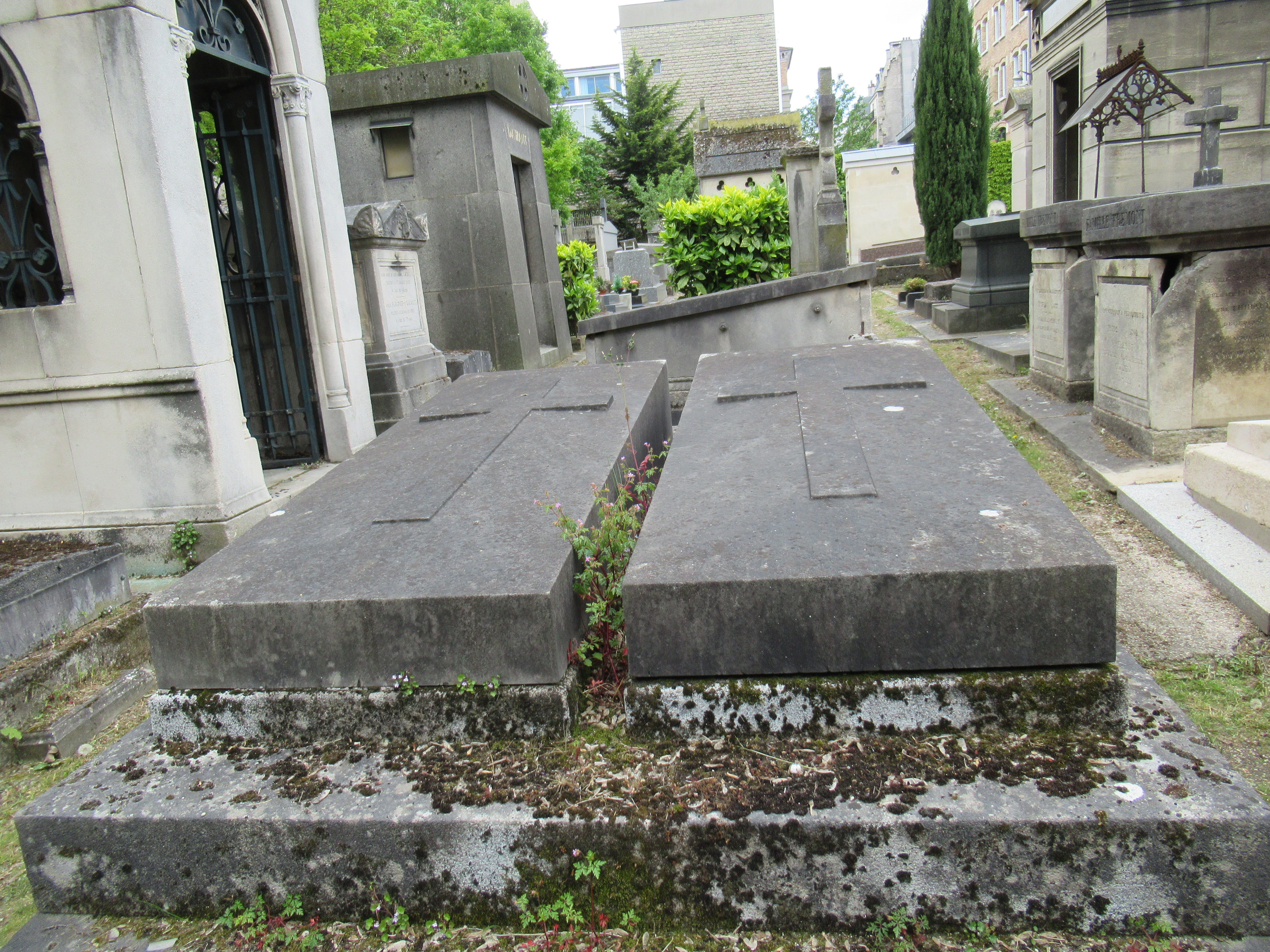
Vue de la sépulture au cimetière Montmartre

Lors de la campagne de France, aide de camp du général Antoine Maurin, Soufflot se distingue à nouveau à Champaubert et à Vauchamps. À la suite de cette campagne, il fait partie de l'escorte qui accompagne  Napoléon de Troyes à Fontainebleau, où, le 2 avril 1814, celui-ci l'élève au grade de capitaine aux Lanciers rouges de la Garde impériale, à l'âge de vingt ans, en récompense de sa belle conduite et de ses nombreux coups d'éclat.
Il se trouve chargé de former les recrues pour une nouvelle campagne, au dépôt à Versailles.
Il prend part également à la campagne de Belgique.
De retour à la vie civile, il prend la direction d'une société fondée par la famille de son épouse et entre comme administrateur aux Messageries royales, que son père avait contribué à fonder. Administrateur en chef des Messageries royales (devenues Messageries nationales par la suite) en 1828, il y restera cinquante ans.
Il contribue à la création des Messageries maritimes en 1851, dont il est administrateur dès l'origine et dont il seconde le développement jusqu'en 1867. 
En 1853, il prend part à la fondation de la société des Forges et Chantiers de la Méditerranée.
Après avoir pris sa retraite, avec le titre de président honoraire du conseil d'administration des Messageries, il se retire en 1868 dans sa propriété d'Herblay, où il se consacre alors aux œuvres de charité. Il avait déjà fait don, en 1864, d'un terrain bâti destiné à l'école des filles et à un asile pour jeunes garçons, ainsi que d'une chapelle. Les Sœurs de Saint-Vincent-de-Paul tiennent l'établissement de 1866 jusqu'à la loi de séparation des Églises et de l'État, avant de le transformer en maison de retraite qu'elles quittent en 1978.
Il finance la restauration des verrières de l'église Saint-Martin d'Herblay.
Il fait également don de sa propriété de Grange-Folle, à Crain en Bourgogne, pour l'installation d'un orphelinat et prend part à la création de la « Société anonyme des Orphelinats agricoles ».
Il était doyen et membre d'honneur de «La Sabretache», ainsi que le doyen de l'ordre de la Légion d'honneur en 1893.

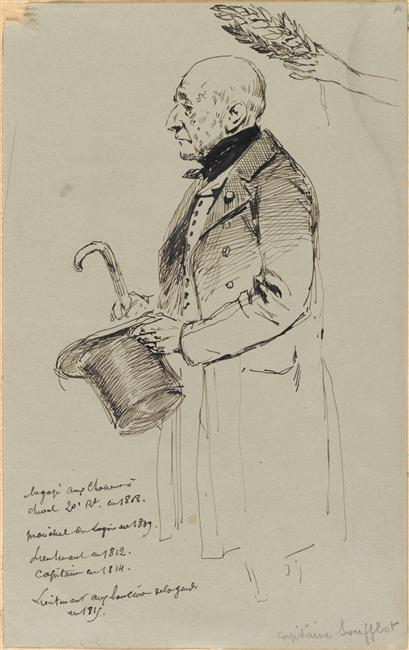
Le capitaine Soufflot en jaquette et haut de forme, par Édouard Detaille (musée de l'Armée).
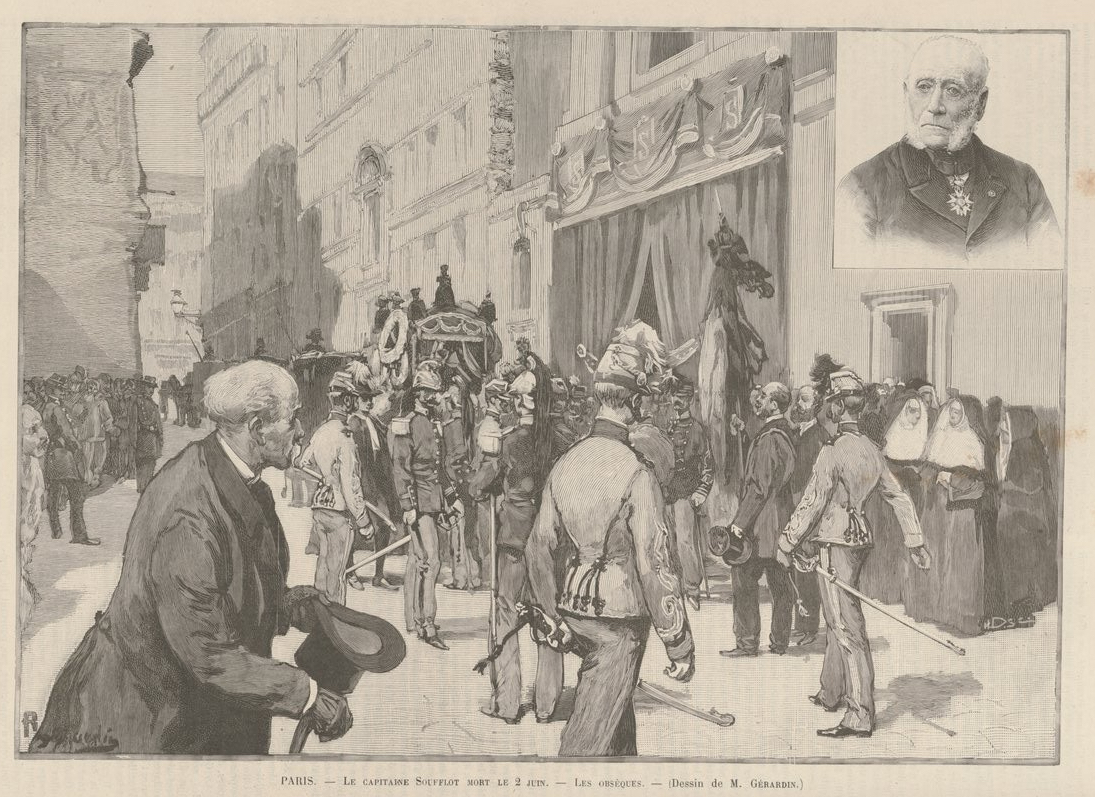
Obsèques du capitaine Soufflot (Le Monde illustré).

## Distinctions, hommages
- Médaille de Sainte-Hélène (1857)
- Commandeur de la Légion d'honneur